# Gabe Amo
Gabriel Felix Kofi Amo, detto Gabe (Pawtucket, 11 dicembre 1987), è un politico statunitense, membro della Camera dei Rappresentanti per lo stato del Rhode Island dal 2023.

## Biografia
Nato a Pawtucket da genitori immigrati dal Ghana e dalla Liberia, Gabe Amo conseguì un bachelor presso il Wheaton College e successivamente ottenne delle borse di studio che gli consentirono di studiare presso il Merton College.
Politicamente attivo con il Partito Democratico, fu impegnato come volontario nella campagna elettorale di Sheldon Whitehouse per il Senato nel 2006 e, successivamente, in quella di Barack Obama per le presidenziali del 2008. Quando Obama fu eletto, Amo entrò a far parte della sua amministrazione rivestendo alcuni incarichi all'interno dell'Ufficio per il Pubblico Impiego e gli Affari Intergovernativi.
Fu poi collaboratore e consigliere della governatrice del Rhode Island Gina Raimondo. Nel 2020 tornò alla Casa Bianca lavorando come assistente speciale di Joe Biden e vicedirettore dell'Ufficio per gli Affari Intergovernativi.
Nel 2023 si candidò alla Camera dei Rappresentanti nelle elezioni speciali indette per riassegnare il seggio lasciato dal deputato David Cicilline. Ottenne il sostegno pubblico del Congressional Black Caucus, dell'ex deputato Patrick Kennedy e di Ron Klain, ma venne criticato per aver accettato donazioni da lobbisti di Wall Street. Sebbene i sondaggi lo dessero come secondo nelle primarie, Gabe Amo riuscì ad aggiudicarsele con oltre il 30% delle preferenze; due mesi più tardi, prevalse anche nelle elezioni generali, divenendo il primo afroamericano eletto al Congresso dal Rhode Island.